# Cicely Tyson
Pour les articles homonymes, voir Tyson.
Cicely Tyson, née le 19 décembre 1924 à New York (États-Unis) et morte le 28 janvier 2021, est une actrice américaine.

## Biographie

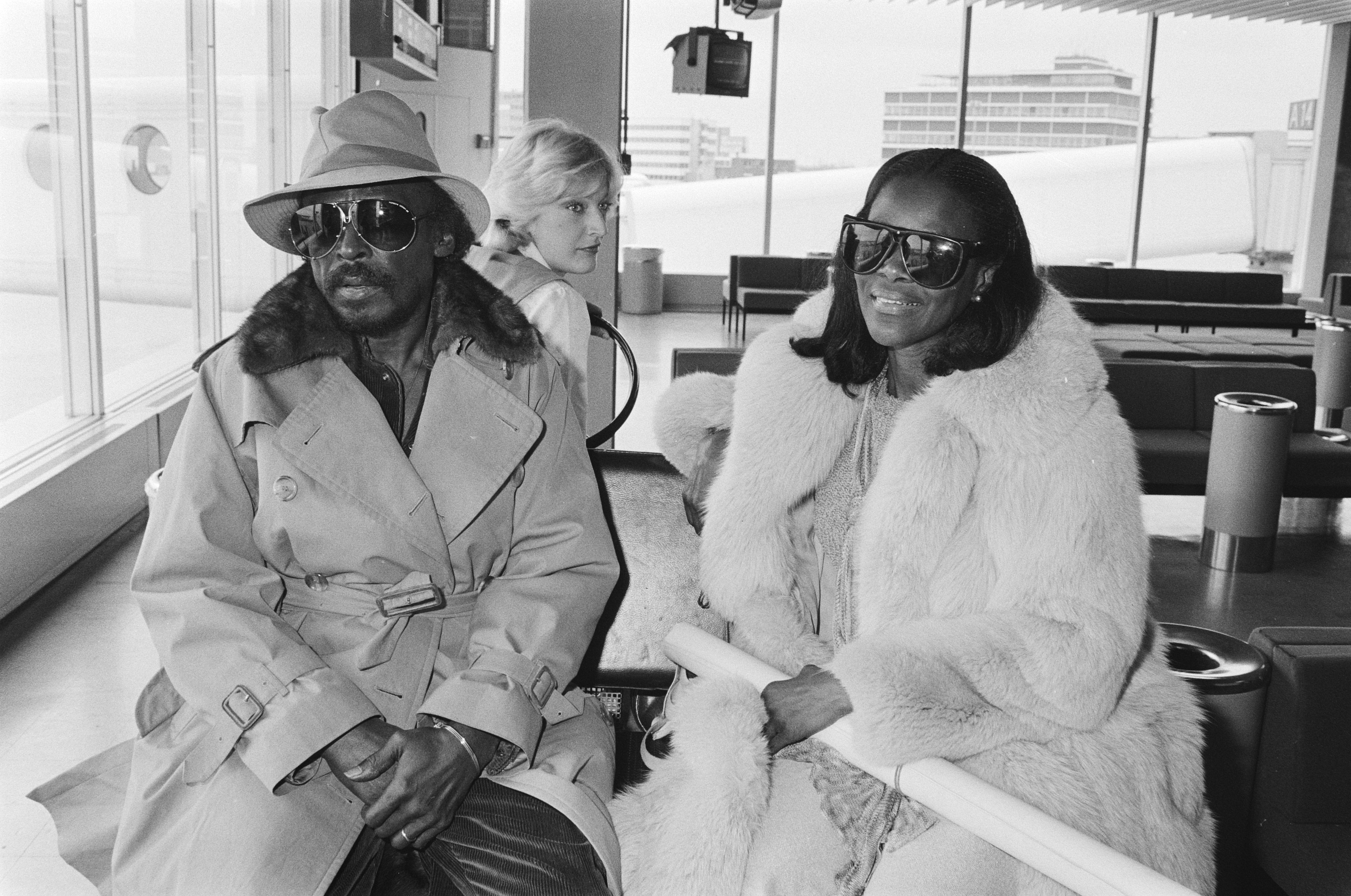
Cicely Tyson et Miles Davis en 1982.

Cicely Tyson naît et grandit dans le quartier newyorkais de Harlem, fille de Frederica, une domestique, et de William Tyson, charpentier et peintre. Ses parents sont des immigrants venus de Niévès dans les Petites Antilles ; son père est arrivé à New York à l'âge de vingt-et-un ans, à Ellis Island, le 4 août 1919. Elle est baptiste, membre de l’Église baptiste abyssinienne de New York, affiliée à la Convention baptiste nationale.
Elle est découverte par un photographe du magazine Ebony, et devient un modèle de mode populaire.
En 1956 elle obtient son premier rôle au cinéma dans Carib Gold (en) de Harold Young.
En 1961, elle se rase la tête pour jouer dans la pièce de Jean Genet, Les Nègres, jouée Off-Broadway. La poétesse Maya Angelou s'y produit également. Alors que la mode est aux cheveux lisses des femmes blanches, elle conduit d'autres Afro-Américaines à l'imiter.
Son profil figure sur la pochette de l'album Sorcerer de Miles Davis (1967).
Elle est nommée à l'Oscar de la meilleure actrice durant la 45e cérémonie des Oscars en 1973, pour son rôle dans Sounder de Martin Ritt.
En 1974, elle apparaît dans le film The Autobiography of Miss Jane Pittman, dont elle joue le rôle-titre, et qui lui vaut un Emmy de la meilleure actrice.
Le 26 novembre 1981, elle épouse le compositeur et trompettiste de jazz américain Miles Davis, dont elle divorce après huit ans de vie commune. Miles lui dédie son album Star People de 1982.
Le 18 novembre 2018, elle reçoit un Oscar d'honneur lors de la cérémonie des Governor Awards. Elle devient ainsi la première actrice afro-américaine à recevoir ce prix dans cette catégorie.
Le 28 janvier 2021, le manager de l'actrice annonce publiquement son décès, à l'âge de 96 ans,.

## Filmographie

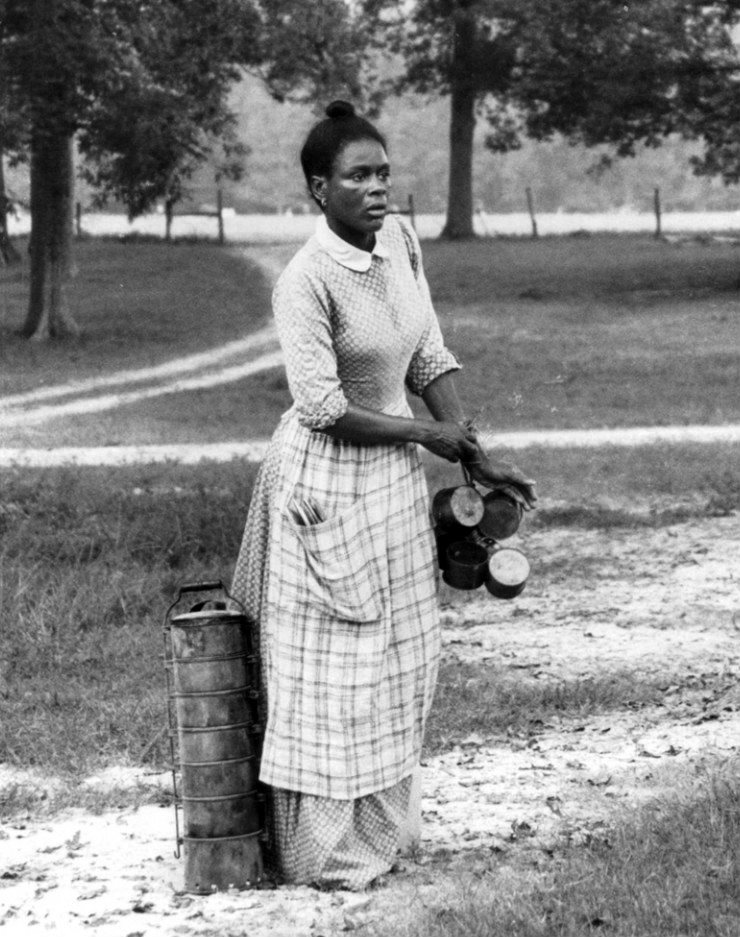
Cicely Tyson dans The Autobiography of Miss Jane Pittman en 1974.

### Cinéma

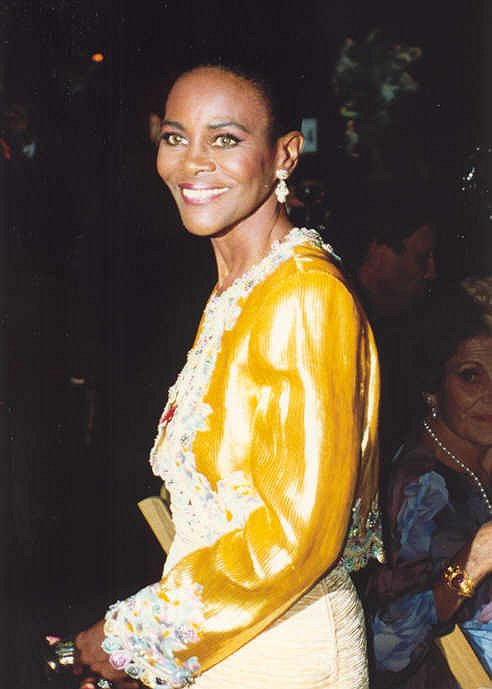
Cicely Tyson lors des Emmy Awards 1992.

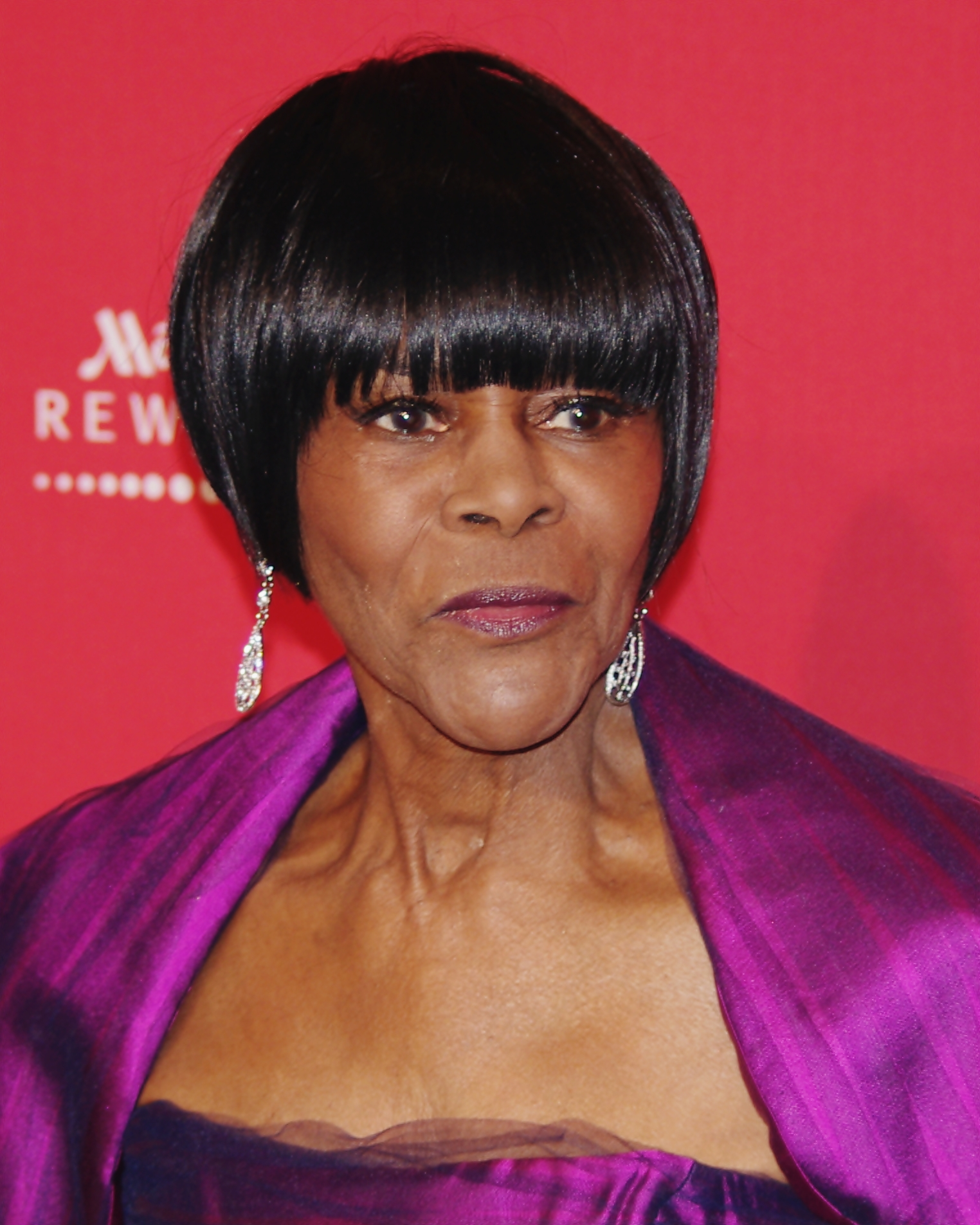
Cicely Tyson en 2012.

- 1957 : Carib Gold de Harold Young : Dottie
- 1959 : Le Coup de l'escalier (Odds Against Tomorrow) de Robert Wise : la barmaid du clubb de jazz
- 1959 : La Colère du juste (The Last Angry Man) de Daniel Mann : la fille à gauche sur le porche
- 1966 : A Man Called Adam de Leo Penn : Claudia Ferguson
- 1967 : Les Comédiens (The Comedians) de Peter Glenville : Marie-Thérèse
- 1968 : Le cœur est un chasseur solitaire (The Heart Is a Lonely Hunter) de Robert Ellis Miller : Portia
- 1972 : Sounder de Martin Ritt : Rebecca Morgan
- 1976 : The River Niger de Krishna Shah : Mattie Williams
- 1976 : L'Oiseau bleu (The Blue Bird) de George Cukor : Tylette, le chat
- 1978 : A Hero Ain't Nothin' But a Sandwich de Ralph Nelson : Sweets
- 1979 : Airport 80 Concorde (The Concorde: Airport '79) de David Lowell Rich : Elaine
- 1981 : Bustin' Loose de Oz Scott et Michael Schultz : Vivian Perry
- 1991 : Beignets de tomates vertes (Fried Green Tomatoes) de Jon Avnet : Sipsey
- 1997 : Les Seigneurs de Harlem (Hoodlum) de Bill Duke : Stephanie St.Clair
- 2005 : Winn-Dixie mon meilleur ami (Because of Winn-Dixie) de Wayne Wang : Gloria
- 2005 : Madea, grand-mère justicière (Diary of a Mad Black Woman) de Darren Grant : Myrtle
- 2006 : Fat Rose and Squeaky de Sam irvin : Céline
- 2006 : Affaire de femmes (Madea's Family Reunion) de Tyler Perry : tante Myrtle
- 2006 : Idlewild Gangsters Club (Idlewild) de Bryan Barber : la mère de Hopkins
- 2007 : Rwanda Rising de CB Hackworth : voix de Jeanette Nyirabagarwa
- 2007 : À cœur ouvert (Reign over me) de Mike Binder : Miriam
- 2010 : Pourquoi je me suis marié aussi ? (Why did I get married too?) de Tyler Perry : Ola
- 2011 : La Couleur des sentiments (The Help) de Tate Taylor : Constantine Jefferson
- 2012 : Alex Cross de Rob Cohen : Nana Mama
- 2013 : The Haunting in Connecticut 2: Ghosts of Georgia de Tom Elkins : Mama Kay
- 2017 : Last Flag Flying : La Dernière Tournée (Last Flag Flying) de Richard Linklater : Mrs. Hightower
- 2020 : Rupture fatale (A Fall from Grace) de Tyler Perry : Alice

#### Télévision
- 1951 : Frontiers of Faith : Tony (1 épisode)
- 1960 : CBS Repertoire Workshop : la fille (1 épisode)
- 1962 : The Nurses (en) : Betty Ann Warner (1 épisode)
- 1963 : Naked City : Jane Foster (1 épisode)
- 1963-1964 : East Side/West Side : Jane Foster
- 1965 : Slattery's People : Sarah Brookman (1 épisode)
- 1965 : Les Espions (I Spy) : Princesse Amamra (1 épisode)
- 1966 : Les Espions (I Spy) : Vickie Harmon (1 épisode)
- 1966 : Haine et Passion (The Guiding Light) : Martha Frazier
- 1967 : Cowboy in Africa (en) : Julie Anderson (1 épisode)
- 1967 : Judd for the Defense : Lucille Evans (1 épisode)
- 1968 : Sur la piste du crime (The F.B.I.) : Julie Harmon (1 épisode)
- 1969 : Sur la piste du crime (The F.B.I.) : Lainey Harber (1 épisode)
- 1969 : Médecins d'aujourd'hui (Medical Center) : Susan Viley (1 épisode)
- 1969 : The Courtship of Eddie's Father : Betty Kelly (1 épisode)
- 1970 : Cent filles à marier (Here Come the Brides) : princesse Lucenda (1 épisode)
- 1970 : The Bill Cosby Show : Mildred Hermosa (1 épisode)
- 1970 : Mission : impossible : Alma Ross (1 épisode)
- 1970 : Gunsmoke : Rachel Biggs (1 épisode)
- 1971 : Insight : Edna (1 épisode)
- 1971 : Marriage: Year One de William A. Graham : Emma Teasley
- 1971 : Neighbors de Fielder Cook
- 1972 : Emergency !, épisode Crash de Christian Nyby : Mrs Johnson
- 1972 : Wednesday Night Out de Jerry Paris
- 1974 : The Autobiography of Miss Jane Pittman de John Korty : Jane Pittman
- 1975 : Wilma de Bud Greenspan : Blanche Rudolph
- 1976 : Just an Old Sweet Song de Robert Ellis MIller : Priscilla Simmons
- 1977 : Racines (Roots) : Binta, la mère de Kunta (1 épisode)
- 1977 : Wilma de Bud Greenspan : Blanche Rudolph
- 1978 : King d'Abby Mann : Coretta Scott King
- 1978 : A Woman Called Moses de Paul Wendkos : Harriet Ross Tubman
- 1981 : The Body Human: Becoming a Woman
- 1981 : The Marva Collins Story de Peter Levin : Marva Collins
- 1982 : Benny's Place de Michael Schultz : Odessa
- 1985 : Playing with Fire d'Ivan Nagy : Carol Phillips
- 1986 : Intimate Encounters d'Ivan Nagy : Dr Claire Dalton
- 1986 : Acceptable Risks de Rick Wallace : Janet Framm
- 1986 : Samaritan: The Mitch Snyder Story de Richard T. Heffron : Muriem
- 1989 : The Women of Brewster Place de Donna Deitch : Mrs Browne
- 1990 : Un enfant pour Noël (The Kid Who Loved Christmas) d'Arthur Allan Seidelman : Etta
- 1990 : Émeutes en Californie (Heat Wave) de Kevin Hooks : Ruthana Richardson
- 1991 : Clippers de Matthew Diamond : Donna
- 1992 : Duplicates de Sandor Stern : Dr Randolph
- 1992 : Un engrenage fatal (When No One Would Listen) d'Armand Mastroianni : Sarah
- 1993 : House of Secrets de Mimi Leder : Evangeline
- 1994 : Oldest Living Confederate Widow Tells All de Ken Cameron :  Castralia, l'esclave de la maison Marsden
- 1994-1995 : La Loi de la Nouvelle-Orléans (Sweet Justice) : Carrie Grace Battle
- 1996 : The Road to Galveston de Michael Toshiyuki Uno : Jordan Roosevelt
- 1997 : Bridge of Time de Jorge Montesi : la gardienne
- 1997 : Émeutes à Los Angeles (Riot) : Maggie
- 1997 : The Price of Heaven de Peter Bogdanovich : Vesta Battle
- 1997 : Ms. Scrooge de John Korty : Ms Ebenita Scrooge
- 1998 : Prisonniers sans chaînes (Always Outnumbered) de Michael Apted : Luvia
- 1998 : Flora et les siens (Mama Flora's Family) de Peter Werner : Mama Flora
- 1999 : A Lesson Before Dying de Joseph Sargent : Tante Lou
- 1999 : Aftershock : Tremblement de terre à New York (Aftershock: Earthquake in New York) de Mikael Salomon : Emily Lincoln (1 épisode)
- 2000 : Les Anges du bonheur (Touched by an Angel) : Abigail Peabody-Jackson (1 épisode)
- 2000 : Au-delà du réel : l'aventure continue (The Outer LImits) : Justice Gretchen Parkhurst (1 épisode)
- 2001 : Un amour infini (Jewel) de Paul Shapiro : Cathedral
- 2002 : The Rosa Parks Story de Julie Dash : Leona
- 2002 : Cool Attitude (The Proud Family) : voix de Mrs Maureen Parker (voix)
- 2005 : Les Héros d'Higglyville (Higglytown Heroes) : voix de Grand-tante Shirley (voix, 1 épisode)
- 2009 : Une si longue absence (Relative Stranger) de Charles Burnett : Pearl
- 2009 : New York, unité spéciale (Law & Order, Special Victims Unit) : Ondine Burdett (1 épisode)
- 2014 : The Trip to Bountiful de Michael Wilson : Carrie Watts
- 2015-2020 : Murder (How to Get Away with Murder) : Ophelia Harkness (10 épisodes)
- 2016 : House of Cards : Doris Jones (3 épisodes)
- 2016 : Une amitié contre les préjugés (Showing Roots) de Michael Wilson : Hattie
- 2019 : Madam Secretary : Flo Avery (1 épisode)
- 2020 : Cherish the Day : Miss Luma Lee Langston

## Distinctions

### Récompenses
- Primetime Emmy Awards : 
  - 1974 : Meilleure actrice dans une mini-série ou un téléfilm pour The Autobiography of Miss Jane Pittman
  - 1994 : Meilleure actrice dans un second rôle dans une mini-série ou un téléfilm pour Oldest Living Confortable Widow Tells All
- 2013 : Tony Award de la meilleure actrice dans une pièce pour The Trip to Bountiful
- 2015 : Black Girls Rock! (en) Living Legend Award
- Le 22 novembre 2016, Barack Obama lui décerne la médaille présidentielle de la Liberté[8].
- 10e cérémonie des Governor Awards / 91e cérémonie des Oscars : Oscar d'honneur

### Nominations
- Oscars 1973 : Oscar de la meilleure actrice pour Sounder
- Primetime Emmy Awards : 
  - 1978 : Meilleure actrice dans une mini-série ou un téléfilm pour King
  - 1981 : Meilleure actrice dans une mini-série ou un téléfilm pour The Marva Collins Story
  - 1994-1995 : Meilleure actrice dans une série télévisée dramatique pour Sweet Justice
  - 1999 : Meilleure actrice dans un second rôle dans une mini-série ou un téléfilm pour A Lesson Before Dying
  - 2009 : Meilleure actrice dans un second rôle dans une mini-série ou un téléfilm pour Relative Stranger
- 2015 : 67e cérémonie des Primetime Emmy Awards : Meilleure actrice invitée dans une série télévisée dramatique pour Murder
- 2017 : 69e cérémonie des Primetime Emmy Awards : Meilleure actrice invitée dans une série télévisée dramatique pour Murder
- 2018 : 70e cérémonie des Primetime Emmy Awards : Meilleure actrice invitée dans une série télévisée dramatique pour Murder
- 2019 : 71e cérémonie des Primetime Emmy Awards : Meilleure actrice invitée dans une série télévisée dramatique pour Murder